# Menno Simons
Menno Simons, född 1496 i Witmarsum i nuvarande Friesland, Nederländerna, död 31 januari 1561 i Wüstenfelde i nuvarande Schleswig-Holstein, Tyskland, var en religiös ledare inom anabaptismen. 
Menno Simons hämtade grunden till sin Kristus-centrerade teologi från 1 Korinthierbrevet 3:11.
Simmons anhängare kallades mennoniter, en benämning som senare antogs av de schweiziska anabaptisterna. Idag finns det omkring 1,3 miljoner mennoniter i 65 länder.

## Levnadshistoria
Menno Simons prästvigdes 1515 eller 1516 och var i sin ungdom katolsk präst i Witmarsum. Men redan under sitt första tjänstgöringsår 1525 började han tvivla på transsubstantiationsläran, som han förkastade efter att för första gången ha läst Bibeln. 
Sex år senare ifrågasatte han även barndopet, efter att en viss Sikke Freerks (även kallad Sikke skräddaren) avrättades 1531 i Leeuwarden efter att han låtit sig döpas på nytt. När en grupp anabaptister "slaktades" i Münster lämnade Simons den katolska kyrkan och anslöt sig i januari 1536 till anabaptisterna. Han döptes förmodligen strax efter att han lämnat Witmarsum i början av detta år. Mot det svärmeri och de vilda utsvävningar, åt vilka en del av anabaptisterna hängivit sig, hade han dock redan förut uppträtt, och hans strävan gick framgent ut på att ombilda sekten till en sansad och renad kyrka, som kunde nå en tryggad existens i det borgerliga samhället.
Han slöt sig till deras parti, lät själv döpa om sig och förvandlade dem efter hand från fanatiska svärmare till en ordnad sekt med strängt sedliga grundsatser. Han gav dem även ett ordnat lärobegrepp, som i allt väsentligt överensstämde med den reformerta kyrkans bekännelse. De skiljer sig därifrån endast genom förkastandet av barndopet och uppfattningen av kyrkan såsom ett samfund av idel heliga. Förändringen sträckte sig även till namnet. Anabaptisterna kallade sig nämligen nu efter sin nye ledare mennoniter och fick under detta namn religionsfrihet i Nederländerna 1626 och sedan även i Tyskland och England.
Han avskiljdes till pastor omkring 1537 av Obbe Philips.  Obbe och hans bror, Dirk Philips, tillhörde Melchior Hoffmans lärjungar.
Något senare blev Simons en av ledarna i anabaptistgruppen runt Obbe Philips. Simons tillämpade en radikal och konsekvent icke-våldsförkunnelse, som tog sig uttryck i predikningar, pamfletter, artiklar och böcker: "De i Christo återfödda dra ej i krig och inlåter sig ej i någon strid; de är fredens barn som smitt om sina svärd till plogbillar och sina spjut till vinranksknivar och som ej vet om något krig".
Menno Simons och hans meningsfränder byggde sin lära på Nya Testamentet och då också främst på Bergspredikan. På sju viktiga punkter skiljde man sig från den katolska, men även den lutherska kyrkan:
- Dopet. Simons förkunnade och praktiserade enbart troendedop, då dopet enligt honom förutsätter att man är mogen att själv bekänna sig till Kristi lära.

- Medlemskap och församlingstukt.

- Nattvarden mottas gemensamt av dem som är upptagna i församlingen.

- Församlingens val av herde att leda dem.

- Absolut vägran att bära och använda vapen.

- Absolut vägran att gå edgång och att inneha världsliga ämbeten.

- Den kristna gemenskapen och det kollektiva ansvaret för varandra.

Under kejsar Karl V:s regering fastställes att "varje anabaptist och på nytt döpt myndig man och kvinna skall fördömas och bringas från liv till död genom eld, svärd eller liknande sätt". Hårda förföljelser utbröt och 1542 utfärdades en "sträng" arresteringsorder för Menno Simons. Simons måste fly med hustru och småbarn. Via Östfriesland, Köln och Mecklenburg kom han 1553 till Holstein där döparna sedan 1543 funnit fristad och skydd hos Bartolomeus av Ahlefeld på Fresenburg, nära Oldesloe. Menno Simons slog sig ned i byn Wüstenfelde, där han dog 1561 och blev begravd i sin trädgård. 
Menno Simons var gift med Gertrude med vilken han hade minst tre barn – två döttrar och en son.
Wüstenfelde utplånades helt under det trettioåriga kriget och jämnades med marken. Församlingen flydde då till Hamburg och Lübeck.
Simonis företog en mängd resor till församlingarna i Holland, Nord-Tyskland och än längre bort samt predikade och organiserade nya församlingar. Av hans många skrifter må nämnas den så kallade Fundamentboken (Fundamentbuch von dem rechten christlichen glauben, 1539), som innehåller lärobegrepp i huvudsak överensstämmande med det reformerta.
Den ledande tanken i mennoniternas lära är den om kyrkan som ett samfund av idel heliga. Nära sammanhänger härmed förkastandet av barndopet. De tillät inte heller edgång eller stats- och krigstjänst. Friare åsikter gjorde dock snart sig gällande. Frågan om kyrkotukten hade redan under Simons levnad söndrat dem i ett strängare parti, de så kallade "fina" (flamingarna), och ett mildare, de så kallade "grova" (waterländarna). Arminianismens inflytelser vållade ytterligare söndringar. De arminianskt sinnade kallades galenister, efter sin lärare, Galenus, eller lammister efter lammets tecken; de calvinskt sinnade hette apostolianer, efter läraren Apostool, eller sonnister, efter solens (tyska sonne) tecken på deras kyrkor. I början av 1800-talet gav mennoniterna prov på endräkt i den praktiska kristendomens tjänst. Någon bestämd trosbekännelse ville de inte mera veta av. Sedan 1811 sammanhålls de i ett förbund, "Döparnas allmänna societet", med seminarium i Amsterdam.
1544/1545 används begreppet "mennoniter" för första gången officiellt, som skyddsparagraf i en östfriesisk polisförordning som skall förhindra att de hårda lagarna tillämpas på "Bröder i Christo".